# Beth Tweddle
Elizabeth "Beth" Kimberly Tweddle (1 d'abril de 1985) és una gimnasta anglesa. Tweddle és campiona del món en tres ocasions, havent guanyat el Campionat del Món de 2010 i 2006 en barres asimètriques i els Campionats del Món de 2009 en el pis, a més és medallista olímpica a Londres 2012 en barres asimètriques. Tweddle va ser la primera gimnasta de Gran Bretanya a guanyar una medalla en els campionats mundials i europeus, i és considerada com la gimnasta britànica més reeixida de tots els temps.
Elizabeth Tweddle es va retirar l'any 2013. Després de deixar la competició va participar en diversos probramas de la televión anglesa com The Jump o Dancing on Ice.

## 2012
Al març, Tweddle va competir en l'esdeveniment de la Copa Mundial a Doha, Qatar. Va guanyar en les finals de barres asimètriques amb una puntuació de 15.175.
A l'abril, Tweddle tenia una cirurgia mínimament invasiva en el seu genoll i no va poder competir en els Campionats d'Europa al maig. Ella va dir: "Estic decebuda per no estar en condicions d'assistir a la d'Europa, però també agraïda que això me de l'oportunitat de posar-me totalment en forma i llista per a la resta de la temporada, sens dubte és molt millor perquè aquest procés ocorri ara en lloc de més tard l'any! vaig molt al gimnàs tots els dies i seguiré treballant al costat de l'equip mèdic britànic de Gimnàstica per assegurar la meva recuperació. L'alineació per al Campionat d'Europa demostra la força en profunditat que tenim, i estic segura que les nenes van a fer un gran treball a Brussel·les".
Al juny, Tweddle va competir en el Campionat Britànic a Liverpool, Regne Unit. Va guanyar les finals de barres asimètriques amb una puntuació de 15.850.
A principis de juliol, Tweddle va ser seleccionada per competir pel Regne Unit en els Jocs Olímpics de 2012. Ella va dir: "Per descomptat, és un gran honor haver estat seleccionada per a l'equip de GB pels Jocs Olímpics. Aquests són els meus tercers Jocs Olímpics i amb aquest que és al nostre propi país és sens dubte el més especial. L'acumulació ha estat totalment diferent i de vostès realment se sent el suport de tot el país. Tothom ho sap tot sobre els Jocs d'aquest any i la gent està molt interessada en tots els esdeveniments i tots els membres de l'equip. De Beijing fins aquí ha estat un llarg viatge. Després de 2008 ni tan sols estava segura si m'agradaria seguir endavant, però l'enorme suport a Londres i l'entusiasme del públic m'ha motivat i inspirat que jo porti un entrenament dur de debò. Tot a competir en els Jocs Olímpics és emocionant, el moment en què rebi la carta oficial, la creació de jocs fora, l'ambient del multi-esport, tot és un gran honor ser part d'això i no puc esperar".

### Olimpíades a Londres

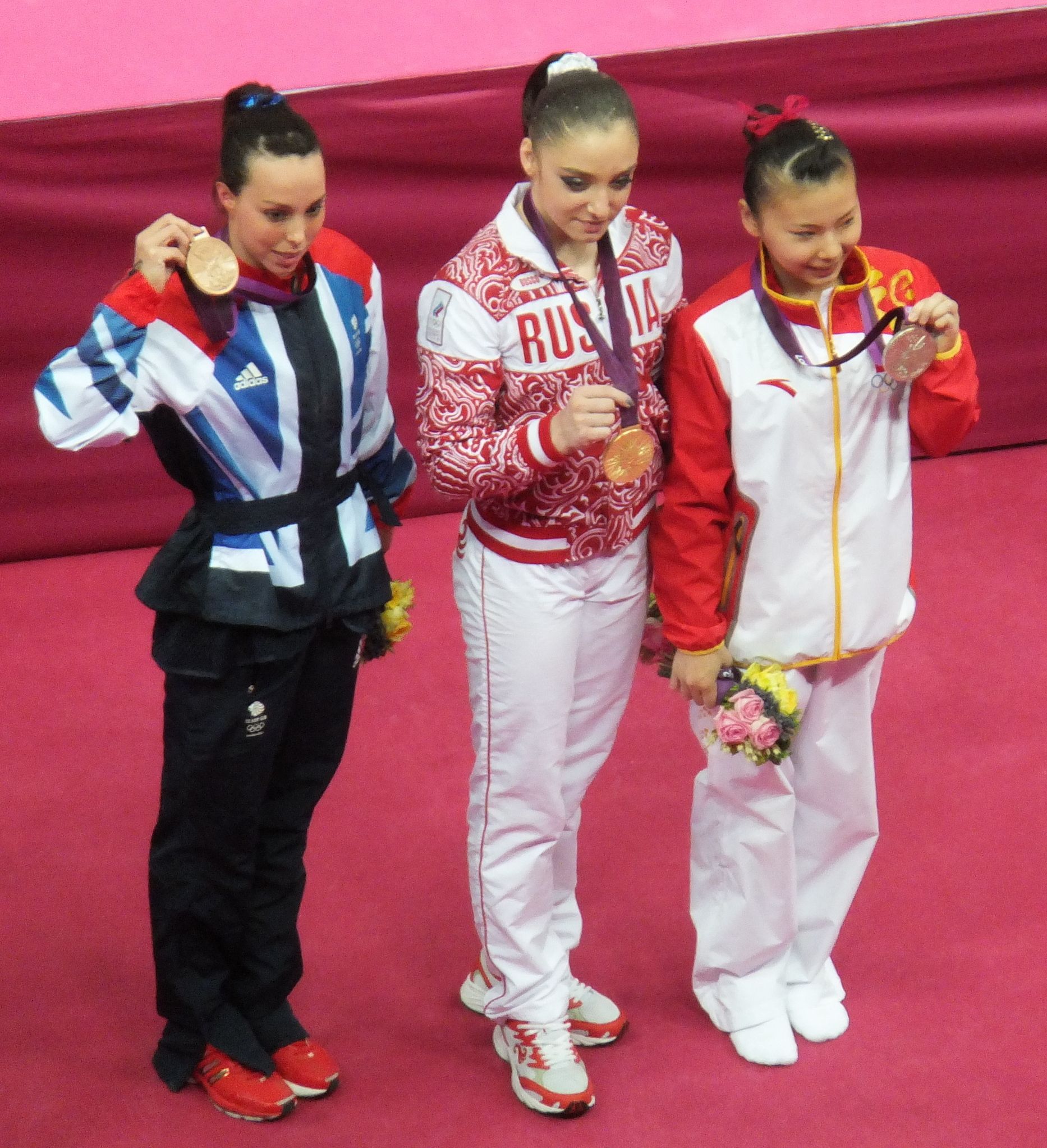
Tweddle amb medallistes de les finals de barres asimètriques a Londres 2012 el 6 d'agost.

A la fi de juliol, Tweddle va competir en els Jocs Olímpics de 2012 a Londres, Regne Unit. En la final per equips, Tweddle va aportar punts de 15.833 en barres asimètriques i 14.166 en el pis cap al sisè lloc final de l'equip britànic.
A més va aconseguir una medalla individual en la final d'aparells de barres asimètriques